# Chiesa di Santa Maria Maggiore (Tursi)
La chiesa di Santa Maria Maggiore nel rione Rabatana di Tursi, cittadina della provincia di Matera, risale al X - XI secolo.

## Storia
Nel corso dei secoli la chiesa ha subito diversi interventi tanto da perdere il suo originario stile. Nella prima metà del XVIII secolo è stata rifatta in stile barocco, conservando soltanto la facciata quattrocentesca.

## La struttura
L'interno è a tre navate con soffitto a cassettoni e un transetto che non oltrepassa le navatelle laterali. Sopra la porta d'ingresso principale un affresco raffigura la strage biblica di Sennacherib. In alto, sulle pareti laterali, sono raffigurati gli evangelisti san Luca e san Marco.
A sinistra entrando si trova il fonte battesimale con vasca in pietra lavorata e cupola tronco piramidale in legno massello, del XVI-XVII secolo. La sacrestia è arredata con massicci armadi lignei.
Nella chiesa si possono ammirare un'acquasantiera in pietra lavorata, datata 1518, un crocifisso in legno del XVI secolo e le pitture del coro del 1900.
In fondo alla navatella di sinistra, la cappella del trittico trecentesco del maestro di Offida, che raffigura la Vergine in trono col Bambino e scene della vita di Gesù e della stessa vergine.

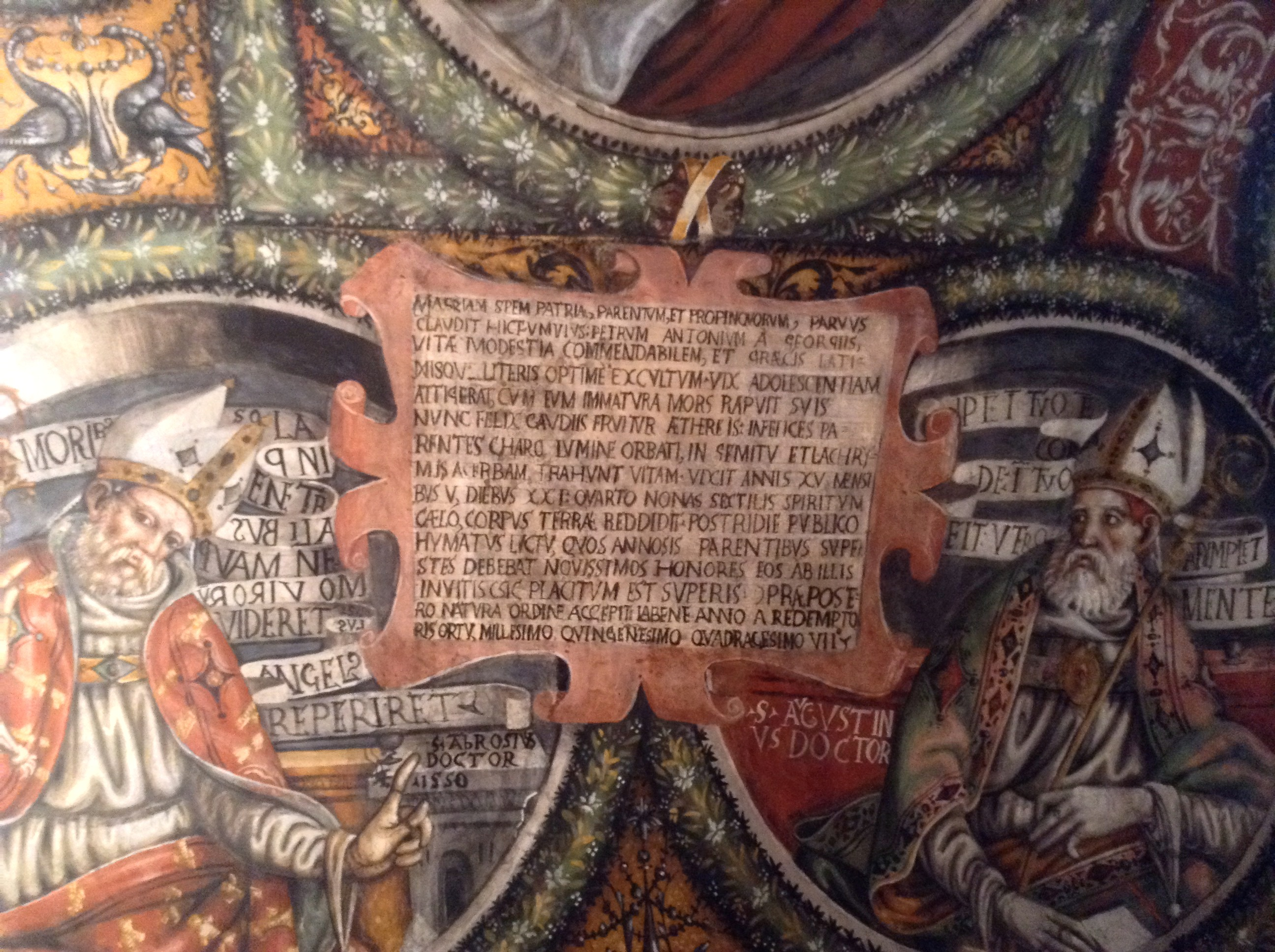
Affresco di Sant'Ambrogio e Sant'Agostino del 1550.

Il quadro si fa risalire alla scuola di Giotto ed ha un pregevole valore artistico.
Il 1545, la cattedra vescovile da S.Maria Maggiore venne trasferita nella chiesa di San Michele ove rimase per un anno, mentre nel 1546, con bolla del papa Paolo III, fu trasferita presso la chiesa dell'Annunziata e, sempre con bolla di Paolo III, la chiesa di S. Maria Maggiore fu elevata a collegiata insigne con relativo clero come per la cattedrale dell'Annunziata.

## La cripta
La cripta, del VII-VIII secolo, nel 968 ha ospitato la cattedra vescovile della Diocesi di Tursi in quanto era l'unica chiesa esistente in Tursi.
L'ipogeo è sottostante al presbiterio e si compone di tre piccoli vani comunicanti.
Un vano custodisce l'altare dedicato a santa Maria Maddalena e il sarcofago in pietra con lo stemma di san Giorgio della famiglia De Giorgiis, passato poi alla famiglia Doria.

## Gli affreschi
Gli affreschi della cappella rappresentano storie di santi e iscrizioni in latino riguardanti la morte e la sepoltura in loco di due giovani della famiglia De Giorgiis. Gli affreschi sono attribuiti a Giovanni Todisco che li eseguì, tra il 1547 e il 1550, per conto della Famiglia De Giorgiis.
Dalla cappella si accede al presepe di pietra datato 1547-1550.
Il presepe è attribuito ad Altobello Persio, di Montescaglioso, che ha lasciato significative tracce della sua arte scultorea a Matera e dintorni.

## Galleria d'immagini

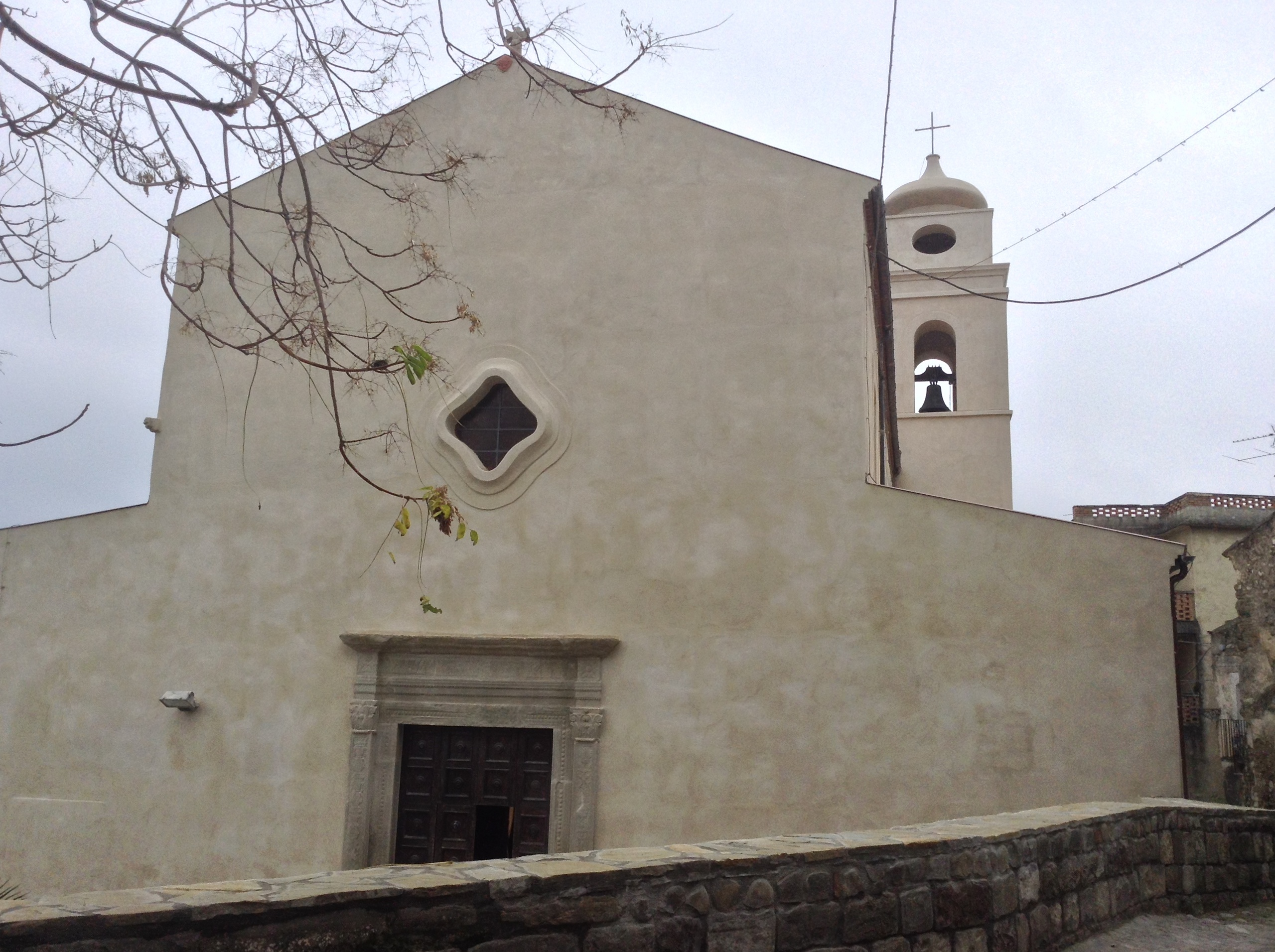
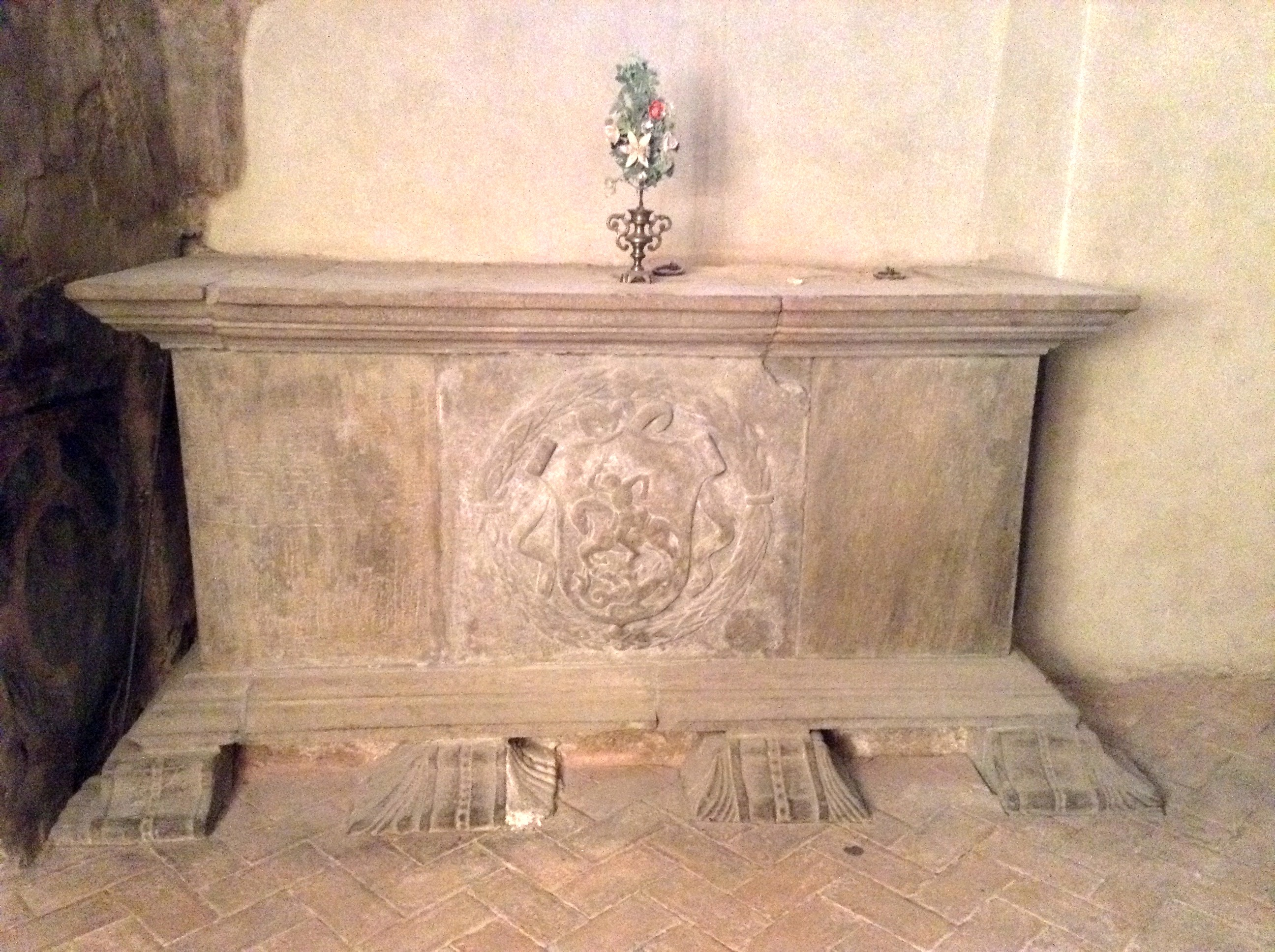
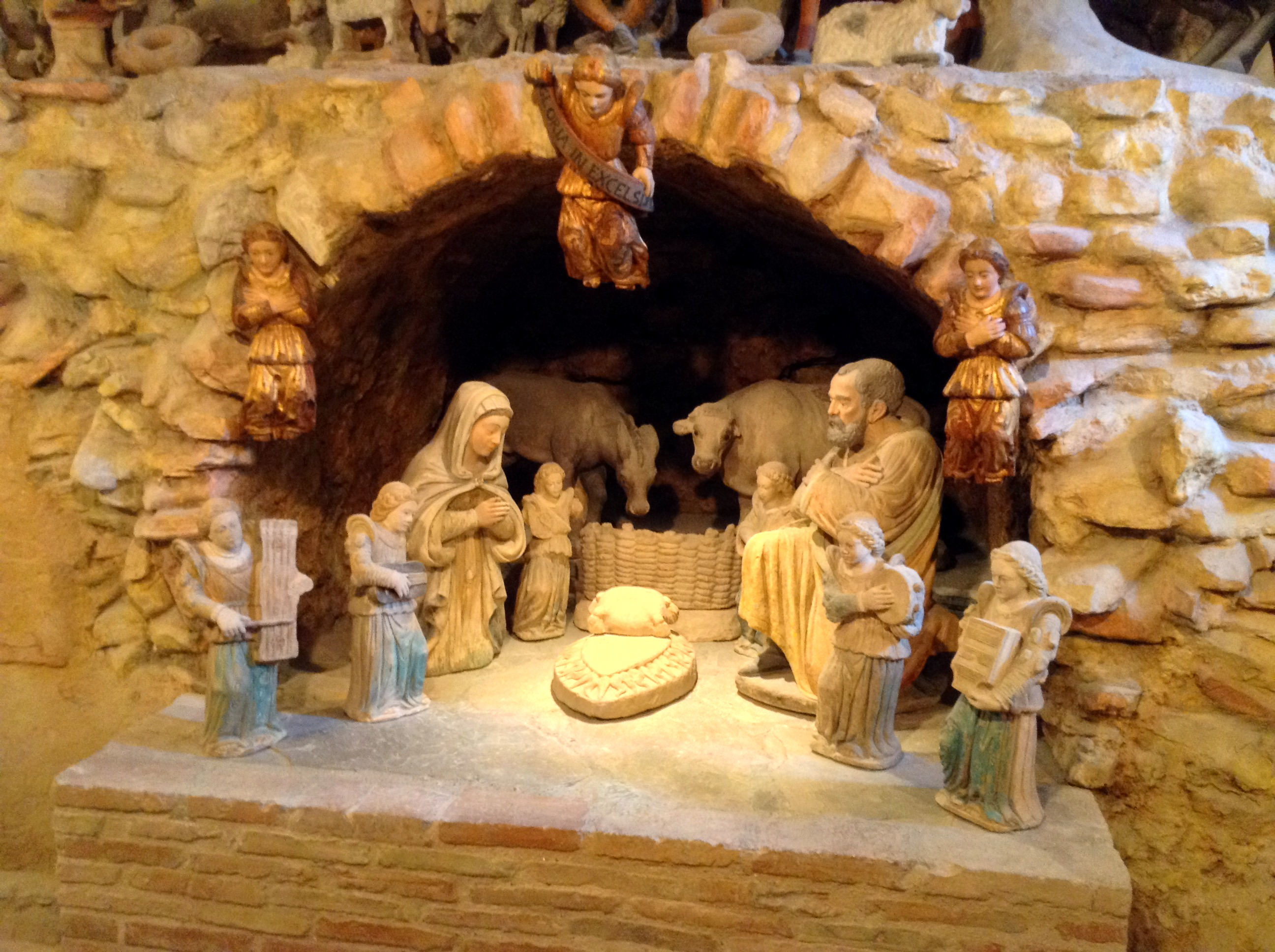